# Kriegsblinder

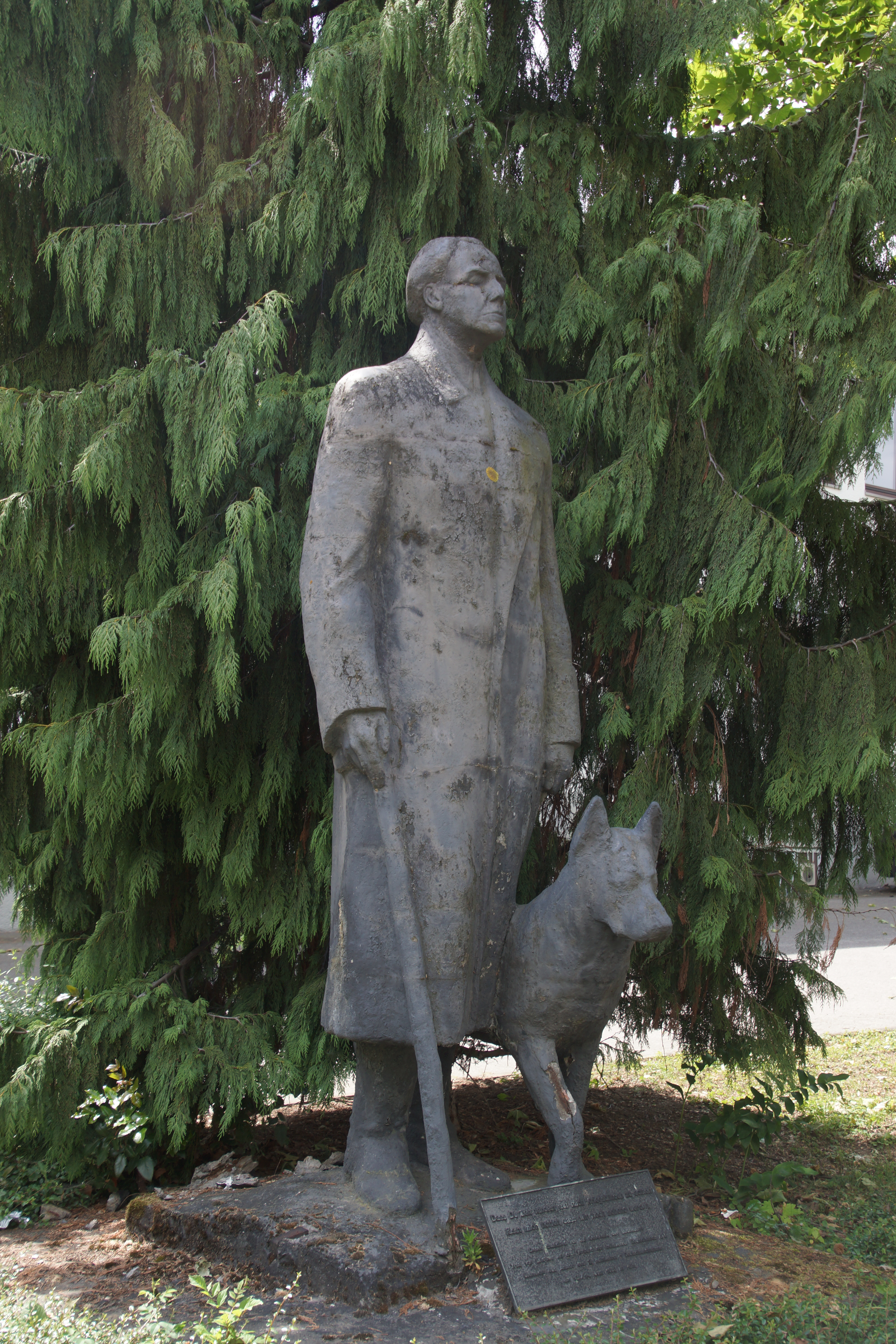
Kriegsblinden-Denkmal in Mehlem von Yrsa von Leistner

Als Kriegsblinder wird ein Mensch bezeichnet, der infolge kriegerischer Auseinandersetzungen, auf der Flucht oder während der Vertreibung, als Soldat oder Zivilist, durch die Einwirkung von Munition, Sprengstoff oder bei Bombenangriffen erblindet ist.

## Gesetzliche Regelungen
In der Bundesrepublik Deutschland stehen Kriegsblinden Leistungen gemäß folgenden Gesetzen und Rechtsvorschriften zu:
- Bundesversorgungsgesetz
- Kriegsopferfürsorge
- Pflegeversicherung
- Schwerbehindertenrecht.

## Organisationen
Kriegsblinde sind seit 1949 im Bund der Kriegsblinden Deutschlands organisiert. Auch zuvor gab es Interessensverbände wie sich etwa an der Landestagung der Bayerischen Kriegsblinden in Würzburg am 27. Mai 1933 zeigen lässt.